# 沃夫奇科韋茨卡斯特雷帕河
沃夫奇科韋茨卡斯特雷帕河（羅馬化：Vovchkovetska Strypa）是烏克蘭的河流，位於該國西部捷爾諾波爾州，屬於霍洛夫納斯特雷帕河的左支流，流經捷尔诺波尔区，河道全長11公里。